# Martino-Maulwurf
Der Martino-Maulwurf (Talpa martinorum) ist eine Säugetierart aus der Familie der Maulwürfe (Talpidae) innerhalb der Ordnung der Insektenfresser (Eulipotyphla). Es handelt sich um einen mittelgroßen Vertreter der Maulwürfe, der in seinem äußeren Erscheinungsbild dem Europäischen Maulwurf ähnelt, aber kleiner ist. Unterschiede finden sich vor allem in einzelnen Zahnmerkmalen. Die Tiere kommen in Thrakien an der südwestlichen Küste des Schwarzen Meeres vor. Sie bewohnen Wiesenlandschaften, Ackerflächen und Waldgebiete im hügeligen Bergland. Ursprünglich wurden die Tiere der Region anderen Vertretern der Maulwürfe zugewiesen. Genetische Untersuchungen aus dem Jahr 2018 zeigten aber auf, dass sie eine eigenständige Art bilden.

## Merkmale

### Habitus
Der Martino-Maulwurf ist ein mittelgroßer Vertreter der Eurasischen Maulwürfe. Die Kopf-Rumpf-Länge variiert zwischen 12,4 und 13,4 cm, hinzu kommt ein 2,4 bis 3,2 cm langer Schwanz. Das Körpergewicht reicht von 52,5 bis 65,8 g. In ihren Körperproportionen gleicht die Art dem Europäischen Maulwurf (Talpa europaea), sie ist aber etwas kleiner. Der Schwanz ist mit 18 bis 26 % der Länge des restlichen Körpers eher kurz. Er wird von einem schwarzen, dichten Fellkleid bestehend aus bis zu 6,5 mm langen, borstenartigen Haaren bedeckt. Das Körperhaar ist ebenfalls dicht und zudem seidig. Die Haare am Rücken werden 7 bis 8 mm lang, die der Unterseite sind mit 4,5 bis 6 mm etwas kürzer. Das Fell hat oberseits eine schwarze Färbung, unterseits ist es leicht heller und mit schiefrigen Schatten durchsetzt. Bei einigen Individuen kommt am hinteren Bauch ein irregulär geformter, gelblich brauner Streifen vor. Die Haare um die Augen sind kürzer und heller gefärbt, die Lidspalte wird von einer transparenten Haut überdeckt. Die Schnauze ist fleischfarben, hinter dem Nasenspiegel tritt ein dreieckiger, nackter Hautstreifen zum Vorschein, dessen Spitze rückwärts zeigt. Die Hinterfüße werden 15,0 bis 17,4 mm lang.

### Schädel- und Gebissmerkmale
Der Schädel wird 30,3 bis 33,1 mm lang. Er zeigt prinzipiell keine besonderen Merkmale abweichend von anderen Eurasischen Maulwürfen. Das Rostrum ist eher robust, seine Breite an den Eckzähnen liegt bei 13,3 bis 14,5 % der Schädellänge, an den Molaren bei 25,4 bis 27,7 %. Der Hirnschädel ist eher hoch. Die Schneidezähne nehmen nach hinten an Größe ab, wobei der vordere den hinteren um das Doppelte an Größe übertrifft. Die Molaren sind relativ groß, was auch für den hintersten oberen Mahlzahn zutrifft. Ihre Kauoberflächen bestehen aus charakteristisch spitzen Höckern. Das Mesostyl, ein kleiner Höcker zwischen zwei der hohen Haupthöcker (Paraconus und Metaconus) zeigt sich schwach zweispitzig, während dieses beim Europäischen Maulwurf und beim Aquitanien-Maulwurf (Talpa aquitania) nur eine Spitze aufweist, beim Iberischen Maulwurf (Talpa occidentalis) hingegen zwei. Am ersten oberen Molaren fehlt außerdem das Parastyl, ein kleiner Nebenhöcker vor dem Paraconus, der bei fast allen anderen Vertretern der Eurasischen Maulwürfe vorkommt.

### Genetische Merkmale
Das vollständige Mitogenom des Martino-Maulwurfs umfasst 16.835 Basenpaare, was in der Variationsbreite anderer untersuchter Arten der Eurasischen Maulwürfe wie dem Iberischen Maulwurf (Talpa occidentalis) und dem Aquitanien-Maulwurf (Talpa aquitania) liegt.

## Verbreitung und Lebensraum

Verbreitungsgebiet des Martino-Maulwurfs

Das Verbreitungsgebiet des Martino-Maulwurfs umfasst die Region Thrakien an der südwestlichen Küste des Schwarzen Meeres. Es reicht im Norden vom Strandscha-Gebirge bei Burgas in Bulgarien nach Süden bis zum Istranca bei Istanbul im europäischen Teil der Türkei. Die Tiere sind hauptsächlich in mittelfeuchten Wiesenlandschaften und Obstgärten auf roten, gut durchlässigen Böden in hügeligen Regionen anzutreffen. Zudem besiedeln sie Ackerland auf dunklen Böden, flache Überflutungsebenen und Eichenwälder sowie Auwälder. Die Höhenverbreitung reicht bis etwa 445 m über dem Meeresspiegel. Der Martino-Maulwurf kommt allopatrisch zum Europäischen Maulwurf vor, der die Flachlandsgebiete weiter westlich erschlossen hat, im nordwestlichen Anatolien ist der Levantinische Maulwurf (Talpa levantis) verbreitet.

## Lebensweise
In seiner Lebensweise ähnelt der Martino-Maulwurf den anderen Eurasischen Maulwürfen. Die Tiere graben unterirdische Baue und hinterlassen charakteristische Maulwurfshügel.

## Systematik
Der Martino-Maulwurf ist eine Art aus der Gattung der Eurasischen Maulwürfe (Talpa), zu der rund 15 weitere gezählt werden. Die Eurasischen Maulwürfe wiederum bilden einen Teil der Tribus der Eigentlichen Maulwürfe (Talpini) innerhalb der Familie der Maulwürfe (Talpidae). Die Eigentlichen Maulwürfe schließen die zumeist grabenden Vertreter der Maulwürfe ein, andere Mitglieder der Familie leben nur teilweise unterirdisch, bewegen sich oberirdisch fort oder haben eine semi-aquatische Lebensweise.
Die bekannteste Form der Gattung Talpa ist der Europäische Maulwurf (Talpa europaea), der weit über den europäischen Kontinent verbreitet ist. Die Tiere des südöstlichen Europas wurden häufiger mit dem Levantinischen Maulwurf oder dem Blindmaulwurf (Talpa caeca) in Verbindung gebracht. Dem gegenüber ergaben aber molekulargenetische Untersuchungen aus dem Jahr 2018, dass die dortige Population eher dem Europäischen Maulwurf, dem Iberischen Maulwurf (Talpa occidentalis) beziehungsweise dem Aquitanien-Maulwurf (Talpa aquitania) näher steht. Daraufhin wurde mit Talpa martinorum eine neue Art etabliert. Die wissenschaftliche Erstbeschreibung legte ein Forscherteam um Boris Kryštufek vor. Als Holotyp dient ein junges, ausgewachsenes Weibchen, das im April 2017 vom Hauptautor auf einer Wiese bei Zvezdets im Strandscha-Gebirge gesammelt worden war. Die Region bildet das Typusgebiet der Art. Das Artepitheton martinorum bezieht sich auf Wladimir Emmanuelowitsch Martino und Jewgenia Weniaminowna Martino (ehemals Stepanowa), die, beide russischstämmig, in den 1920er Jahren in das südöstliche Europa flohen und erst drei Jahrzehnte später in ihre Heimat zurückkehrten. Sie initiierten die Erforschung der Säugetierfauna des Balkans und beschrieben auch mehrere Arten.
Die nähere Verwandtschaft des Martino-Maulwurfs mit dem Europäischen Maulwurf und einigen westeuropäischen Endemiten sowie die nur geringen Beziehungen zu anderen lokalen Formen wie dem Balkan-Maulwurf (Talpa stankovici) lassen annehmen, dass die thrakische Art aus einer peripheren Randpopulation des Europäischen Maulwurfs entstand. Möglicherweise vollzog sich dieser Prozess etwa im Altpleistozän, worauf genetische Daten hindeuten. Gleichzeitig kann angenommen werden, dass sich die südosteuropäischen Maulwurfpopulationen nicht aus Einwanderern jenseits des Bosporus rekrutieren, da eine passierbare Landbrücke nur während des Mittelpleistozäns bestand. Zur Untermauerung der Ansichten müssen aber noch weitere genetische Untersuchungen vorgenommen werden, da die Maulwürfe der Bosporus-Region bisher nicht in derartige Analysen einbezogen waren.